# Fjällbrosme
Fjällbrosme (Phycis blennoides) är en fisk i familjen skärlångefiskar. 

## Utseende
Fjällbrosmen har två ryggfenor, en främre, som är kort och hög, och en bakre som är mycket lång och når nästan ända till stjärtfenan. Även analfenan är lång. Färgen är gråröd till brunaktig upptill, ljusnande mot buken. Den har trådormade bukfenor och en skäggtöm under hakan. Fisken blir från 60 till 110 centimeter lång. Vikten når upp till 3,5 kilogram. Fjällen är mycket stora.
Utseendemässigt påminner den om lubben.

## Utbredning
Fjällbrosmen är en sydlig fisk som under årens lopp blivit vanligare även norrut. Den återfinns från Islands sydkust ner mot Brittiska öarna, bort mot norska kusten och söderöver längs östra atlantkusten ner mot Medelhavet och Marocko. I Sverige förekommer den i Skagerack och Kattegatt.

## Vanor
Den lever nära sand- och lerbottnar på vanligen 150-375 meters djup, även om den kan gå upp till så grunda vatten som 10 meter och ner till så djupa som 800 meter (i östra Medelhavet ända ner till 1050 meter). Ungfiskar går högre upp. Fjällbrosmen är främst nattaktiv och lever ensam eller i stim nära botten, där den fångar kräftdjur och mindre fiskar.
Den leker under vår till försommar i Medelhavet.
Livslängden är minst 20 år. 